# Путьково (Вяземский район)
Путьково — деревня в Вяземском районе Смоленской области России. Входит в состав Заводского сельского поселения. Население — 164 жителя (2007 год). 
Расположена в восточной части области в 26 км к юго-западу от Вязьмы, в 20 км западнее автодороги Р132 Вязьма — Калуга — Тула — Рязань, на берегу реки Корея. В 15 км восточнее деревни расположена железнодорожная станция Волоста-Пятница на линии Вязьма — Занозная. 

## История
В годы Великой Отечественной войны деревня была оккупирована гитлеровскими войсками в октябре 1941 года, освобождена в марте 1943 года.